# Domingo Peralta
Domingo Peralta, né le 27 juillet 1986 à Santa Cruz de Mao (République dominicaine), est un footballeur international dominicain. Il évolue comme attaquant avec le Cibao FC en Liga Dominicana de Fútbol.

## Biographie

### Sélection
Le 14 octobre 2010, il est appelé pour la première fois en équipe de République dominicaine par Clemente Hernández pour un match des éliminatoires de la Coupe caribéenne 2010 face aux Îles Vierges britanniques, où il marque un triplé (victoire 17 à 0). 
Près de huit ans plus tard, le 9 septembre 2018, il marque un autre triplé face à Bonaire dans le cadre des éliminatoires de la Gold Cup 2019. Il compte 39 sélections et 13 buts avec la République dominicaine depuis 2010.

## Palmarès
- Vainqueur du CFU Club Championship 2017
- Vainqueur de la Copa Dominico-Haitiana 2016
- Copa Dominicana de Fútbol 2015 et 2016

## Statistiques

### Buts en sélection
Le tableau suivant liste tous les buts inscrits par Domingo Peralta avec l'équipe de République dominicaine.